# Zoo Magazine
Zoo Magazine var et dansk tidsskrift om musik, der udkom hver anden måned fra Haarder Publishing i 1996-1999, og indeholdt interviews, artikler, anmeldelser, nyheder, etc.
Der fulgte ofte en musik-cd med bladet, som blev redigeret af Morten Steiniche.
Emnet var især rockmusik, men bladet kom bredt omkring og havde også artikler om kultfilm, etc.
Kendte skribenter, der leverede til Zoo Magazine: Bo Green Jensen, Lars Rix, Henriette Lungholt, Anders Houmøller Thomsen, Niels Pedersen, Martin Kongstad, Anders Jørgensen, Tonie Yde Højrup, Jens Jam Rasmussen, Kasper Olsen og Michael Rachlin.